# Thomas James
Thomas Alan "Tom" James, född 1942, är en amerikansk företagsledare som är hedersordförande för det amerikanska finansbolaget Raymond James Financial. Dessförinnan var han VD (1970–2010) och styrelseordförande (1983–2017) för dem.
Den amerikanska ekonomitidskriften Forbes rankade James till att vara världens 1 562:a rikaste med en förmögenhet på 2,1 miljarder amerikanska dollar för den 21 december 2021.
Han avlade en kandidatexamen i nationalekonomi vid Harvard University; en master of business administration vid Harvard Business School samt en juris doktor vid Stetson University.
James och hans fru är stora konstsamlare inom vilda västern och djurliv och lät uppföra museet James Museum of Western and Wildlife Art i Saint Petersburg i Florida för 75 miljoner dollar år 2018.